# Georges Carrel
Pour les articles homonymes, voir Carrel.
Georges Carrel (né le 21 novembre 1800 à Châtillon et mort le 23 mai 1870 à Aoste) était un chanoine valdôtain qui donna une forte contribution au progrès économique et social de sa région.

## Biographie
Jean Georges Carrel de Jean Pierre Joseph, « agricole », de Jean Jacques et de Marie Meynet naquit le 21 novembre 1800 à Châtillon, et vit son enfance à Valtournenche, aux pieds du Cervin d'où sa famille paternelle est originaire. Il accomplit ses études au collège Saint-Bénin à Aoste. Il est consacré prêtre le 11 juin 1826, chanoine le 18 mai 1826 maître des cérémonies en 1838 puis vice-official de 1843 à 1859 et enfin prieur de la Collégiale de Saint-Ours d'Aoste le 24 août 1868. Il obtint une maîtrise en loi à l'Université de Turin le 8 juillet 1834. Il est fait chevalier de l'Ordre des Saints-Maurice-et-Lazare le 10 janvier 1865 et meurt le 23 mai 1870 à Aoste.

## Apports au progrès scientifique
Il enseigna les sciences naturelles à Aoste. À partir de 1841, il collabora aux journaux aostois Feuille d'annonces d'Aoste, l'Indépendant et à la Feuille d'Aoste, et aussi aux périodiques suisses Gazette du Simplon et Bibliothèque universelle de Genève.
Il fut parmi les membres fondateurs de l'Académie Saint-Anselme d'Aoste, créée le 29 mars 1855, qui avait pour but d'encourager les études religieuses et scientifiques, et la Société de la flore valdôtaine, en 1858, qui s'occupait de l'étude de la flore valdôtaine, ainsi que de la constitution d'un herbier.
Le 18 mars 1866, il fut nommé membre honoraire du Club alpin turinois, qui devint ensuite le Club alpin italien. En la même année, grâce à l'intérêt du chanoine Carrel, fut ouverte la section valdôtaine du Club, la première en Italie, dont il fut président jusqu'en 1870. Il fut membre aussi de la Société géologique de France et de la Société helvétique des sciences naturelles.
Il fit bâtir à ses frais un observatoire météréologique à Aoste, qu'il utilisa de 1840 à 1870, en collaboration avec 30 autres stations météorologiques, pour recueillir des données au niveau national. Il fit bâtir aussi le dortoir de Comboé, pour héberger les scientifiques et les randonneurs se rendant au Pic de Nona.
Il fut ami de l'alpiniste et philanthrope Richard Henry Budden, et accompagna le professeur James David Forbes en été 1842 sur le glacier de la Brenva, où jaillit la Doire Baltée, pour des enquêtes de glaciologie. Le 30 juin 1859, il reçut visite du célèbre alpiniste Francis Fox Tuckett. Quelques années plus tard, il accompagna le professeur John Tyndall sur les flancs du Cervin.
Il collabora aussi avec le valdôtain Jean-Antoine Gal à la rédaction du volume La Vallée d'Aoste, illustré par Édouard Aubert, et publié à Paris en 1860. Par ce livre, le grand public put connaître les richesses naturelles et historiques de la Vallée d'Aoste.
Le 21 décembre 1865, il entra dans le gouffre des Busserailles, près de Valtournenche, pour le décrire.
Il fut aussi un dessinateur habile, ses paysages du Pic de Nona sont célèbres, et photographe.
Dans ses études, on retrouve aussi des observations astronomiques, des analyses de la couche d'ozone, des expériences de chimie et de physique. Génie polyédrique, il s'amusait parfois en jouant de la flûte.
Il promut la construction du Pont-Suaz, entre Aoste et Charvensod, sur la Doire Baltée, qui fut réalisé en 1860, et du chemin de fer Ivrée-Aoste (conclu en 1886).
Grâce au soutien du député valdôtain Jean-Laurent Martinet, il mit au point un projet pour le tunnel du Menouve (à Étroubles) entre l'Italie et la Suisse : les travaux, commencés en 1856, furent interrompus l'année suivante.
Il promut alors la construction de la route de Châtillon à Valtournenche, qui fut terminée en 1891.

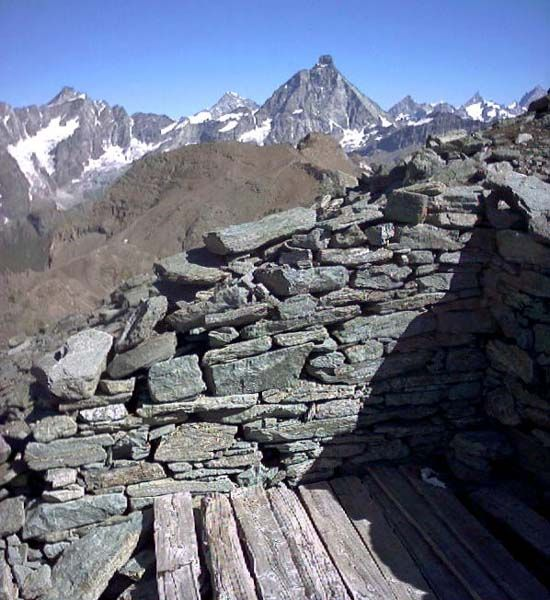
Les ruines du bivouac Georges Carrel sur le Grand Tournalin.

Il fut parmi les premiers à affirmer que le Cervin n'était pas inaccessible, et quelques mois après sa conquête, il lança un projet pour la construction d'un refuge à 4 114 mètres sur le versant italien, qui fut réalisé en 1867.

## En sa mémoire
Une plaque a été posée sur la place de l'église à Valtournenche le 30 juillet 1876 en son honneur, et la même année un bivouac sur le Grand Tournalin (situé entre le Valtournenche et le val d'Ayas) lui fut dédié.
Le 19 septembre 1878, le projet de renommer le pic de Nona, la montagne surmontant Aoste, « Pic Carrel » fut lancé, mais il n'eut pas une suite. Son nom est rappelé par le Col Carrel, qui sépare le Mont Émilius du pic de Nona.
La rue qui côtoie le chemin de fer près de la gare d'Aoste en direction de Turin, qui s'appelait autrefois rue de la gare, porte aujourd'hui le nom de Georges Carrel.

## Œuvres
Voici les principaux ouvrages du chanoine Georges Carrel.
- Lettres à ma sœur sur l'introduction des mesures métriques dans le Duché d'Aoste, Imprimerie Lyboz, Aoste, 1850
- Les Alpes Pennines dans un jour, soit, Panorama boréal de la Becca de Nona..., Imprimerie Lyboz, Aoste, 1855
- Introduction à la flore valdôtaine: aux jeunes botanistes, Imprimerie Lyboz, Aoste, 1858
- Le gouffre de Busserailles à Valtournenche..., Imprimerie Lyboz, Aoste, 1866
- Ascensions du Mont-Cervin en 1868, Imprimerie Louis Mensio, Aoste, 1868
- La Vallée de Valtournenche en 1867, Imprimerie Cassone, Turin, 1868
- Route consortile de Châtillon à Valtournenche, Imprimerie Louis Mensio, Aoste, 1869